# Botanische tuin van Singapore

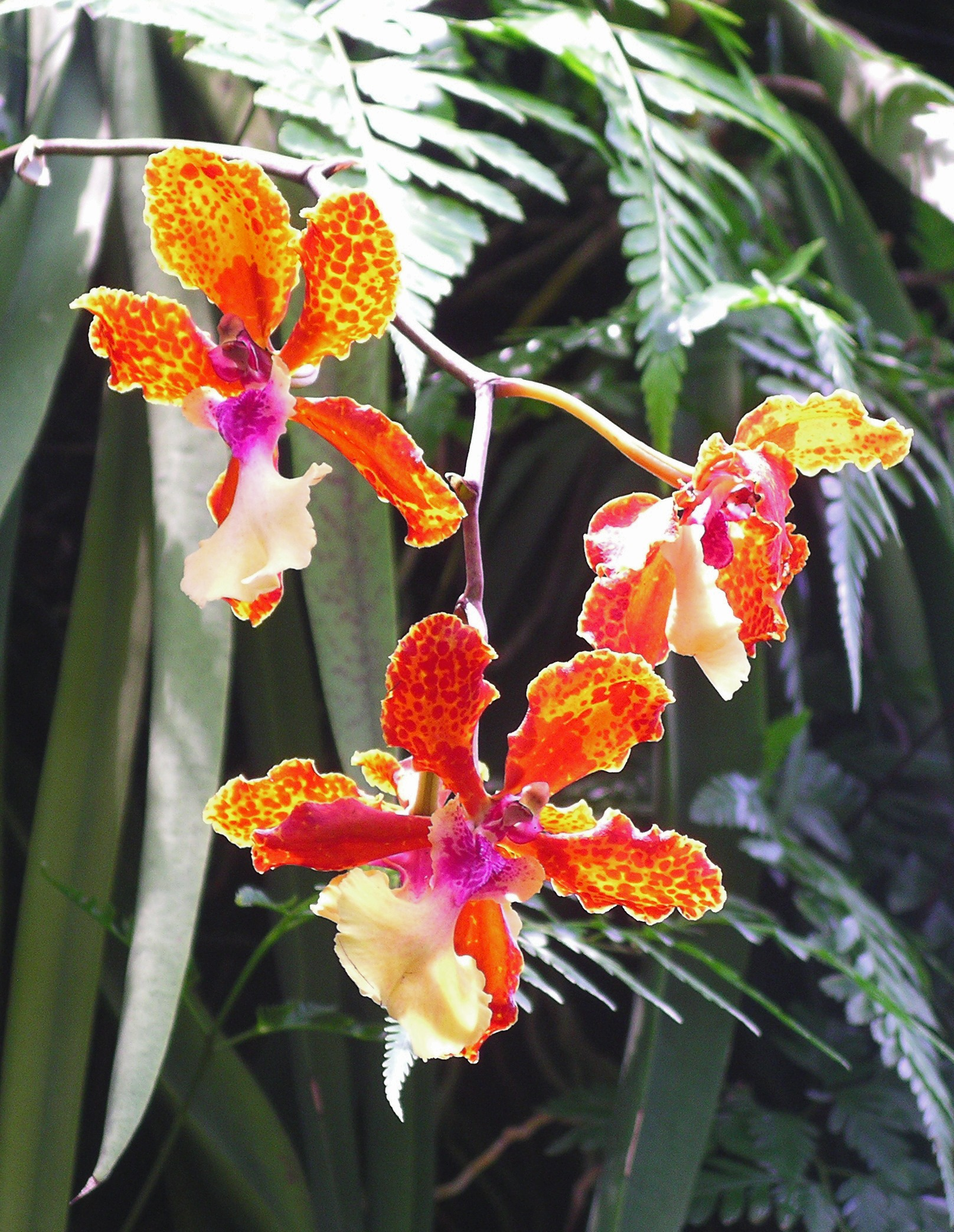

De botanische tuin van Singapore (Engels: Singapore Botanic Gardens) is een botanische tuin in Singapore die in 2015 in UNESCO's Werelderfgoedlijst werd opgenomen.
Het 82 hectare grote park heeft een gerenommeerde collectie met 10.000 soorten flora. Daarnaast is het een befaamd wetenschappelijk instituut. Het cultuurlandschap bevat een grote variatie aan aanplant en zorgt sinds 1859 voor behoud van plantensoorten. Jaarlijks bezoeken 4,5 miljoen mensen de tuin.
De botanische tuin is dagelijks van 5 uur 's ochtends tot middernacht geopend en is bereikbaar via het metrostation Botanic Gardens van de metro van Singapore. In de Botanic Gardens werd het restaurant Corner House bekroond met een derde Michelinster in 2008. Deze sterren verloor het restaurant evenwel, maar in 2016 kreeg het restaurant weer een Michelinster.

## Geschiedenis
De botanische tuin van Singapore werd in 1859 geopend. De eerste 15 jaar werd de tuin beheerd door de Singapore Agri-horticultural Society. Uit geldgebrek diende deze te stoppen waarna de koloniale overheid het beheer overnam. In 1877 kwamen de eerste zaden van rubberbomen over uit de Londense Kew Gardens, die ze op hun beurt hadden uit de oude rubberhoofdstad Manaus. De Britse botanicus Henry Nicholas Ridley was van 1888 tot 1911 directeur en wetenschappelijk coördinator van de Botanic Gardens. Onder zijn leiding werd onder meer de studie van de diverse soorten rubberboom, met name de Braziliaanse, in de tuin ter harte genomen teneinde zo rendabel mogelijke productie te verkrijgen. In Maleisië werden vervolgens massaal plantages van rubberbomen aangelegd, waarbij het land tot vandaag nog steeds wereldwijd na Thailand en Indonesië de grootste leverancier is van natuurlijk rubber.
Van 1925 tot 1949 was professor Richard Eric Holttum directeur van de Gardens. Hij was een pionier in hybride kruisingen en werkte in zijn onderzoek veelal met orchideeën.

## National Orchid Garden
In 1995 werd in de Botanic Gardens de National Orchid Garden geopend door de Minister Mentor, of senior minister en sterke man van Singapore, Lee Kuan Yew. Men kan er op een oppervlakte van 3 hectare 60.000 orchideeën bekijken, bestaande uit duizendtweehonderd soorten en zo'n 2000 hybride kruisingen. In 1981 werd een klimmende hybride orchidee, de Vanda Miss Joaquim, uitgekozen als de nationale bloem. Singapore heeft ook een gewoonte bezoekende staatshoofden, hoogwaardigheidsbekleders en beroemde gasten een naar hen vernoemde orchidee te offreren, deze orchideeën zijn te bezichtigen in de VIP Orchid Gardens.

## Erkenning
De Botanic Gardens waren in 2013 laureaat als top parkbestemming in Azië volgens de TripAdvisor Travellers' Choice Awards. Het was de Garden of the Year volgens de International Garden Tourism Awards in 2012.
Op 4 juli 2015 tijdens de 39e sessie van de Commissie voor het Werelderfgoed werd de botanische tuin erkend als cultureel werelderfgoed en toegevoegd aan UNESCO's Werelderfgoedlijst. De commissie erkende de Botanic Gardens omdat deze in het hart van de stad Singapore de ontwikkeling laat zien van een Britse tropische tuin naar een modern wetenschappelijk instituut van wereldklasse, dat zich zowel voor behoud als voor educatie inzet. Het cultuurlandschap bevat een grote variatie aan historische kenmerken, aanplant en gebouwen die de ontwikkeling van de tuin laten zien sinds zijn oprichting in 1859. Het is sinds 1875 een belangrijk centrum voor wetenschap, onderzoek en het behoud van plantensoorten, met name in verband met de rubberteelt in Zuidoost Azië.
- Gemeinsame Normdatei: 260586-7
- International Standard Name Identifier: 0000 0001 1177 8481
- Library of Congress Control Number: n83060599
- Nationale Bibliotheek van Israël: 987009537967305171
- Virtual International Authority File: 131968846